# Glyphodes virginalis
Glyphodes virginalis is een vlinder uit de familie van de grasmotten (Crambidae). De wetenschappelijke naam van deze soort is voor het eerst voorgesteld door Hans Rebel in een publicatie uit 1915.
De soort komt voor in Samoa.